# Grand Prix Formule 1 van Nederland 1974

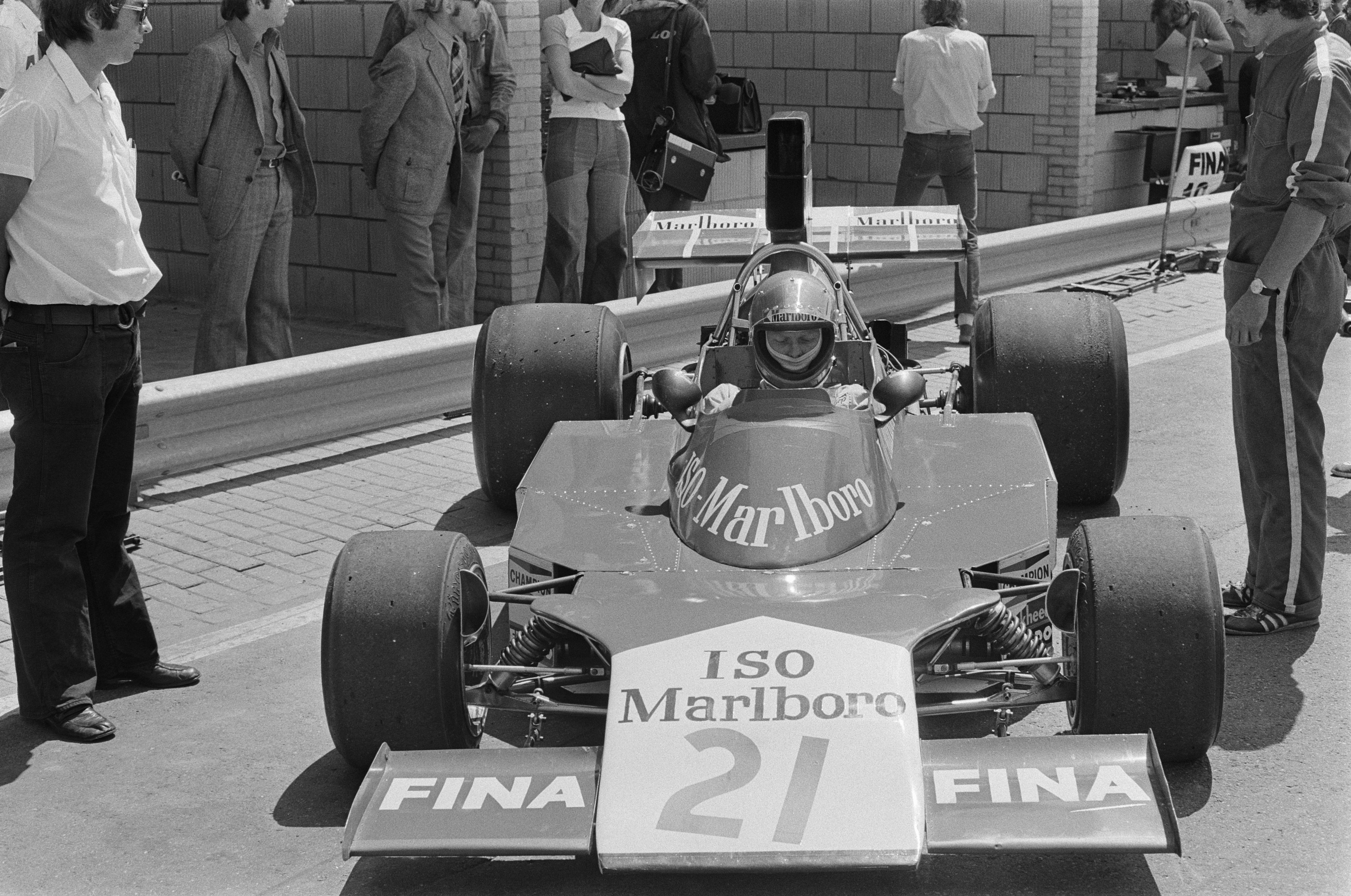
Gijs van Lennep in de Iso Marlboro in 1974

De Grand Prix Formule 1 van Nederland 1974 werd verreden op 23 juni op het circuit van Zandvoort. Het was de achtste race van het seizoen.

## Uitslag
| Pos. | Nr. | Coureur              | Constructeur      | Rondes | Tijd / Oorzaak uitval | Grid | Punten |
| ---- | --- | -------------------- | ----------------- | ------ | --------------------- | ---- | ------ |
| 1    | 12  | Niki Lauda           | Ferrari           | 75     | 1:43:00.35            | 1    | 9      |
| 2    | 11  | Clay Regazzoni       | Ferrari           | 75     | + 8.25                | 2    | 6      |
| 3    | 5   | Emerson Fittipaldi   | McLaren-Ford      | 75     | + 30.27               | 3    | 4      |
| 4    | 33  | Mike Hailwood        | McLaren-Ford      | 75     | + 31.29               | 4    | 3      |
| 5    | 3   | Jody Scheckter       | Tyrrell-Ford      | 75     | + 34.28               | 5    | 2      |
| 6    | 4   | Patrick Depailler    | Tyrrell-Ford      | 75     | + 51.52               | 8    | 1      |
| 7    | 28  | John Watson          | Brabham-Ford      | 75     | + 1:13.95             | 13   |        |
| 8    | 1   | Ronnie Peterson      | Lotus-Ford        | 73     | + 2 Ronden            | 10   |        |
| 9    | 8   | Rikky von Opel       | Brabham-Ford      | 73     | + 2 Ronden            | 23   |        |
| 10   | 10  | Vittorio Brambilla   | March-Ford        | 72     | + 3 Ronden            | 15   |        |
| 11   | 2   | Jacky Ickx           | Lotus-Ford        | 71     | + 4 Ronden            | 18   |        |
| 12   | 7   | Carlos Reutemann     | Brabham-Ford      | 71     | + 4 Ronden            | 12   |        |
| DQ   | 22  | Vern Schuppan        | Ensign-Ford       | 69     | Gediskwalificeerd     | 17   |        |
| NF   | 6   | Denny Hulme          | McLaren-Ford      | 65     | Ontsteking            | 9    |        |
| NF   | 37  | François Migault     | BRM               | 60     | Versnellingsbak       | 25   |        |
| NF   | 20  | Arturo Merzario      | Iso Marlboro-Ford | 54     | Versnellingsbak       | 21   |        |
| NF   | 27  | Guy Edwards          | Lola-Ford         | 36     | Benzinesysteem        | 14   |        |
| NF   | 17  | Jean-Pierre Jarier   | Shadow-Ford       | 28     | Koppeling             | 7    |        |
| NF   | 14  | Jean-Pierre Beltoise | BRM               | 18     | Versnellingsbak       | 16   |        |
| NF   | 26  | Graham Hill          | Lola-Ford         | 16     | Versnellingsbak       | 19   |        |
| NF   | 15  | Henri Pescarolo      | BRM               | 15     | Handling              | 24   |        |
| NF   | 19  | Jochen Mass          | Surtees-Ford      | 8      | Transmissie           | 20   |        |
| NF   | 24  | James Hunt           | Hesketh-Ford      | 2      | Botsing               | 6    |        |
| NF   | 16  | Tom Pryce            | Shadow-Ford       | 0      | Botsing               | 11   |        |
| NF   | 9   | Hans Joachim Stuck   | March-Ford        | 0      | Ongeluk               | 22   |        |
| NQ   | 23  | Tim Schenken         | Trojan-Ford       |        |                       |      |        |
| NQ   | 21  | Gijs van Lennep      | Iso Marlboro-Ford |        |                       |      |        |

## Statistieken
| Pole-position | Niki Lauda      | Ferrari    | 1:18.31 |
| Snelste ronde | Ronnie Peterson | Lotus-Ford | 1:21.44 |

## Noot
- Dit was de tiende Grand Prix-start voor een Liechtensteinse coureur.
- Dit was de 25ste podiumplaats voor een Braziliaanse coureur.

1948 · 1949 · 1950 · 1951 · 1952 · 1953 · 1955 · 1958 · 1959 · 1960 · 1961 · 1962 · 1963 · 1964 · 1965 · 1966 · 1967 · 1968 · 1969 · 1970 · 1971 · 1973 · 1974 · 1975 · 1976 · 1977 · 1978 · 1979 · 1980 · 1981 · 1982 · 1983 · 1984 · 1985 · 2020 · 2021 · 2022 · 2023 · 2024 · 2025  · 2026